# Bozī Jān
Bozī Jān (persiska: بُز جون, بزی جان) är en ort i Iran.   Den ligger i provinsen Markazi, i den centrala delen av landet, 220 km sydväst om huvudstaden Teheran. Bozī Jān ligger 2 141 meter över havet och antalet invånare är 620.
Terrängen runt Bozī Jān är kuperad. Runt Bozī Jān är det ganska glesbefolkat, med 48 invånare per kvadratkilometer. Närmaste större samhälle är Maḩallāt, 19,8 km öster om Bozī Jān. Trakten runt Bozī Jān består i huvudsak av gräsmarker.